# William Tanui
William Tanui (Terik, 22 de fevereiro de 1964) é um ex-atleta meio fundista queniano, campeão olímpico dos 800 metros.
Sua primeira aparição internacional de algum relevo foi nos Jogos da Commonwealth de 1990, em Auckland, quando chegou na sexta posição dos 1500 metros, que havia vencido na seletiva queniana para estes Jogos. No ano seguinte, já competindo nos 800 m, venceu no Campeonato Mundial de Atletismo em Pista Coberta de 1991 em Sevilha, na Espanha, apenas para ser desclassificado posteriormente por ter saído da sua raia antes do permitido na prova. Neste mesmo ano ele venceu nos Jogos Pan-Africanos, realizados no Cairo.
Seu melhor momento na carreira foi a conquista da medalha de ouro em Barcelona 1992, quando derrotou seu compatriota Nixon Kiprotich por quatro centésimos de segundo.
A partir desta conquista ele passou a dedicar-se mais aos 1500 metros, conquistando a sexta posição nesta prova em Atlanta 1996. Depois de encerrar a carreira passou a trabalhar com programas esportivos para crianças em sua aldeia natal de Terik.